# Syrphophagus staryi
Syrphophagus staryi är en stekelart som först beskrevs av Hoffer 1970.  Syrphophagus staryi ingår i släktet Syrphophagus och familjen sköldlussteklar. Inga underarter finns listade i Catalogue of Life.